# Brienon-sur-Armançon
Brienon-sur-Armançon ist eine französische Gemeinde im Département Yonne in der Region Bourgogne-Franche-Comté.  Sie liegt am Fluss Armançon etwa auf halbem Weg zwischen Paris und Dijon. 
Brienon-sur-Armançon hat 3.060 Einwohner (Stand 1. Januar 2022) und ist Hauptort des Kantons Brienon-sur-Armançon. Sehenswert ist das Collégiale Saint-Loup aus dem 16. Jahrhundert. 
Persönlichkeiten sind Paul Bézine (1861–1928), ein kämpferischer Royalist, sowie Jean-Baptiste Jollois (1776–1842), Ingenieur und Teilnehmer der napoleonischen Ägyptischen Expedition.
Der Ort unterhält eine Städtepartnerschaft mit der deutschen Stadt Konz (Rheinland-Pfalz), die 1965 in Konz und 1966 in Brienon besiegelt worden ist.